# P-901 Mališan
P-901 Mališan, obalna (džepna) podmornica u sastavu nekadašnje jugoslavenske ratne mornarice. Sagrađena u milanskom brodogradilištu Caproni, 1945. u Puli su je zarobili Partizani.

## Povijest
Pretpostavlja se da je mala podmornica P 901, bivša talijanska CB-20, posljednji primjerak od serije od ukupno 22 sagrađene ronilice toga tipa.
Italija je početkom Drugog svjetskog rata posjedovala jednu od najvećih podmorničkih flotila svijeta, do 1940. godine u službu je stupilo ukupno 115 podmornica. Za to vrijeme samo je Sovjetski Savez imao je više ronilica, ukupno 160 jedinica, a Njemačka podmornička flota brojila je u vrijeme ulaska u rat (1939. godine) samo 55 djelatnih podmornica i 20 podmornica u gradnji. Talijanske su se podmornice početkom rata nalazile uglavnom u Sredozemnom moru, a osam je podmornica bilo smješteno u Crvenom moru. Godine 1938. sagrađene su prve dvije talijanske džepne podmornice CA 1 i CA 2 (CA tal. kratica za  Costiero tipo A), koje su bile opremljene torpedima kalibra 450 mm za napad na protivničke podmornice u domaćim vodama.
Nakon neuspjeha probnih jedinica tipa A, talijanska je mornarica kod tvrtke Caproni u Toliedu kod Milana naručila seriju poboljšanih podmornica tipa B. U prvoj seriji sagrađeno je 12 ronilica tipa CB, koje su dobile imena CB 1 do CB 12. Samo je tih prvih dvanaest džepnih podmornica tipa B, sagrađenih od siječnja 1941. godine do kolovoza 1943. godine stupilo u službu Kraljevske talijanske mornarice.
Sljedeća serija podmornica CB 13 do CB 22 bila je dio plana gradnje ukupno 60 dodatnih podmornica toga tipa, ali nijedna nije bila dovršena prije talijanske kapitulacije 1943. godine. CB 13 do 16 Nijemci su zaplijenili u Puli, CB 17 do CB 20 u Trstu, CB 21 i CB 22 u Taliedu i sve ih predali Socijalističkoj Republici Italiji. CB 13, CB 14 i CB 15 potopljene su u savezničkom zračnom napadu na Pulu. Nakon rata izvadila ih je tvrtka Brodospas i predala JRM, gdje su možda poslužile kao izvor dijelova za popravak CB 20, poslije P 901. Olupina CB 22 neko se vrijeme nakon 1945. godine nalazila na molu u Trstu, zatim je prebačena u tršćanski Pomorski muzej. Podmornicu CB 20 su u Puli 1945. zaplijenili partizani, a nakon popravka stupila je u službu JRM pod novim imenom P 901 Mališan. U početku je služila kao djelatno plovilo, a poslije kao školski brod podmorničkih posada. 
Podmornica je 1959. godine dopremljena u Tehnički muzej u Zagrebu i to je jedini preostali primjerak, od 26 proizvedenih, kompletno sačuvan i u potpunosti originalan.

## Vanjske poveznice
- Podmornica Mališan CB-20 u Tehničkom muzeju u Zagrebu  Arhivirana inačica izvorne stranice od 9. lipnja 2013. (Wayback Machine)
- (it) Podmornice klase CB  Arhivirana inačica izvorne stranice od 2. rujna 2010. (Wayback Machine)